# Schleuse Merseburg-Meuschau
Die Schleuse Merseburg-Meuschau, auch Schleuse Meuschau, ist eine Schleuse der Bundeswasserstraße Saale. Sie befindet sich bei Saale-km 113,50 in Merseburg. Erbaut wurde die Schleuse bereits 1820. Merseburg ist eine Dom- und Hochschulstadt an der Saale im südlichen Sachsen-Anhalt.

## Geschichte
Die Nutzung der Saale für Güter- oder Personentransporte ist seit 981 urkundlich belegt. In Chroniken der Saaleschifffahrt wird berichtet, dass bereits in der zweiten Hälfte des 14. Jahrhunderts das Wasser des Flusses Saale angestaut wurde. Die angestaute Wassermenge wurde zum Betrieb von Mühlen bzw. zum Flößen genutzt. Das erste Handwerk in Bernburg, worüber berichtet wurde, war eine Mühle an der Saale. Am 21. Oktober 1530 erteilte Kaiser Karl V. dem Erzstift Magdeburg das Privileg der freien Schifffahrt auf der Saale und die Erlaubnis den Fluss auszubauen. Erste hölzerne Schleusen dienten den Schiffern zur Bewältigung des Frachtverkehrs. Ab dem Jahre 1790 wurde die Saaleschifffahrt weiter ausgebaut. Der Kurfürst von Sachsen, Friedrich August III., ordnete an, die obere Saale und die Unstrut schiffbar zu machen. Die Schleuse wurde im Rahmen der Schiffbarmachung von der Saale bis zur Unstrut bereits 1820 gebaut.

## Beschreibung
Bei der Schleuse Merseburg-Meuschau handelt es sich um eine einfache Kammerschleuse mit senkrechten Wänden. Die Schleusenkammer und ihre Häupter bestehen aus Ziegelmauerwerk, das mit Sandstein verblendet wurde. Die Sohle ist ausgelegt mit Sandsteinquadern. Verschlossen und geöffnet wird die Kammer mittels Stemmtoren, die elektromechanisch angetrieben werden. Die Schleuse wird über kurze seitliche Umläufe gefüllt und geleert. Die Anmeldung zur Schleusung erfolgt per Telefon. Sie befindet sich im Zuständigkeitsgebiet des Außenbezirks 5 (ABZ 5) in Merseburg. Zwischen Trotha und der Rohrbrücke Leuna-Kröllwitz (Saale-Km 124,40) hat die Saale die Wasserstraßenklasse I und wird hauptsächlich von der Fahrgast- und Sportschifffahrt genutzt.

Von April 2017 bis August 2017 wurden an der Schleuse Instandsetzungsarbeiten mittels Bindemittelinjektionen durchgeführt.
- Siehe auch: Liste der Schleusen der Saale